# Tóth György László
Tóth György László (Tatabánya, 1957. április 27. –) festőművész, a Magyar Alkotóművészek Országos Egyesülete és a Veszprémi Művész Céh tagja.

## Életpályája
Hivatalos művészeti iskolát nem végzett, magánúton képezte magát, 1973-ban egy darabig Litkey György festőművésznél. Néhány képzőművészeti szakkörben is megfordult, de mindig a saját útját járta.
„Elhivatottság működik benne és konokul fest.” – mondta róla Csabai Tibor grafikusművész – „magába szív mindent, amit elődei kikísérleteztek, s e tudás egyéniségén átszűrve válik művészetté. Képeinek fő jellemzője a hitelesség, amit erősít a kifejezés precizitása. Képei meghökkentőek nyerseségükben, és intimek bájukkal. A világ ilyen – és ez a világról szóló képbe bújtatott őszinteség ösztönző erő."

## Díjai, elismerései
- 2004. Ajka, Nagy László VMK. "Ajka Tárlat" Országos Képző és Iparművészeti Kiállítás : fődíj
- 2005. Ajka, Nagy László VMK. "Ajka Tárlat" Országos Képző és Iparművészeti Kiállítás : alkotói díj
- 2007. Ajka, Nagy László VMK. "Ajka Tárlat" Országos Képző és Iparművészeti Kiállítás : alkotói díj
- 2010. Ajka, Nagy László VMK. "Ajka Tárlat" Országos Képző és Iparművészeti Kiállítás : alkotói díj
- 2011. Budapest, Bakelit Multi Art Center, Országos Képzőművészeti Kiállítás Festészeti Díja
- 2012. Ajka, Nagy László VMK. "Ajka Tárlat" Országos Képző és Iparművészeti Kiállítás : alkotói díj
- 2013. Veszprém, Művészetek Háza, "Veszprémi Tavaszi Tárlat": nívódíj
- 2017. Jászberény, Szikra Galéria, "Megformált valóság" című képzőművészeti pályázat : Szikra István különdíj
- 2023. Ajka, Nagy László VMK. "Ajka Tárlat" Országos Képző és Iparművészeti Kiállítás : alkotói díj

## Egyéni kiállításai
- 2004. Magyarpolány, Pajta Galéria
- 2007. Ajka, Nagy László Művelődési Központ
- 2008. Veszprém, Városi Művelődési Központ
- 2011. Komárom (Szlovákia), Limes Galéria
- 2017. Paloznak, Szent József Ház
- 2019. Devecser, Kastély Galéria

## Válogatott csoportos kiállítások
- 2000-2007. Ajka, Nagy László VMK, "Ajka Tárlat"
- 2006-2008. Pápa, Somogyi Galéria, "Pápa Tárlat"
- 2008. Budapest Gödör Klub, "Utca 2008"
- 2010. Ajka, Nagy László VMK. "Ajka Tárlat"
- 2012. Ajka, Nagy László VMK. "Ajka Tárlat"
- 2012. Szeged, REÖK, XIV. Biennálé
- 2012. Budapest, Fővárosi Nagy Cirkusz, "Valóság és illúzió" MAOE tematikus országos kiállítás
- 2012. Pápa, Somogyi Galéria, "Pápa Tárlat"
- 2013. Veszprém, Művészetek Háza, "Veszprémi Tavaszi Tárlat"
- 2013. Pécs, Zsolnay Negyed-Pécsi Galéria (m21) "Valóság és illúzió" MAOE tematikus kiállítás
- 2013. Balatonalmádi, Padlás Galéria, "Balaton Tárlat"
- 2013. Ajka, Nagy László VMK. "Ajka Tárlat"
- 2013. Budapest, SportAgóra, "Ezüstgerely" tematikus országos kiállítás
- 2014. Szombathely, Szombathelyi Képtár, KÉP-TÁR-HÁZ Kortárs magyar festészeti kiállítás
- 2014. Szentendre, MűvészetMalom, "Labirintus" , MAOE tematikus országos tárlat
- 2014. Veronese (Olaszország), Chiostro di Voltorre, "La realtá delle opere" címmel magyar művészek kiállítása
- 2014. Budapest, Csepel Galéria "I. Csendélet Biennálé"
- 2014. Ajka, Nagy László VMK. "Ajka Tárlat"
- 2015. Kaposvár, Vaszary Képtár, "9. Groteszk" Nemzetközi Képző- és Iparművészeti Pályázat anyagából rendezett kiállítás
- 2015. Wunsiedel (Németország) Veszprémi Művész Céh kiállítása
- 2015. Genova Biennale: Le latitudini dell'arte
- 2015. Paloznak, Faluház, Veszprémi Művész Céh Kamara kiállítás
- 2015. Ajka, Nagy László VMK. "Ajka Tárlat"
- 2016. Veszprém, Művészetek Háza, "Tavaszi Tárlat"
- 2016. Római Magyar Akadémia "HYPER REALIS" című kiállítás
- 2016. Siófok, Kálmán Imre Kulturális Központ, Veszprémi Művész Céh kiállítása
- 2016. Ajka, Nagy László VMK. "Ajka Tárlat"
- 2017. Budapest, XXIV. Nemzetközi Könyvfesztivál, Millenáris Galéria, "Illuzió" című kiállítás
- 2017. Jászberény, Szikra Galéria, "Megformált valóság" című képzőművészeti tárlat
- 2017. Szeged, REÖK-palota, "Káosz és rend" című MAOE tematikus kiállítás
- 2018. Várpalota, Thury-Vár , Veszprémi Művészcéh kiállítása
- 2018. Budapest, Párbeszéd Háza Díszterem, "Megújító érintés" című Egyházművészeti kiállítás
- 2018. Jászberény, Szikra Galéria, "Elképzelt jelen" című képzőművészeti tárlat
- 2018. Kaposvár, Vaszary Képtár, "10. Groteszk" Nemzetközi Képző- és Iparművészeti Pályázat anyagából rendezett kiállítás
- 2018. Budapest, Csepel Galéria, "II. Csendélet Biennálé"
- 2018. Ajka, Nagy László VMK. "Ajka Tárlat"
- 2019. Veszprém, "Tavaszi Tárlat", Csikász Galéria
- 2019, Sárvár, Veszprémi Művész Céh kiállítása, Nádasdy-vár Galéria Arcis kiállítóterem
- 2019. Balatonalmádi, XV. Balaton Tárlat Biennálé, Magtár Rendezvényközpont
- 2019. Szeged, REÖK-palota, "Dimenziók" című MAOE tematikus kiállítás
- 2019. Budapest, Andrássy út, "A Művészetek Sugárútja" kortárs alkotók kiállítása
- 2019. Hatvan, Hatvani Galéria, XXII. Országos Portré Biennále
- 2019. Veszprém, Csikász Galéria, Veszprémi Művész Céh 30 éves fennállásának évfordulója
- 2020. Kecskemét, Czifra Palota,  X. Kortárs Keresztény Ikonográfiai Biennálé
- 2020. Szeged, REÖK palota, XVIII. Táblaképfestészeti Biennálé
- 2020. Veszprém, Művészetek Háza, Dubniczay-palota, „Test/Harmónia” kiállítás
- 2021. Ajka, Nagy László VMK. "Ajka Tárlat"
- 2021. Szombathely, Képtár, "KÉP-TÁR-HÁZ" II.  Magyar kortárs festészeti kiállítás
- 2022. Veszprém, Dubniczay-palota, "Tavaszi Tárlat"
- 2022. Balatonalmádi,  Pannónia Kulturális Központ és Könyvtár, AquaArt/az éltető víz -a Veszprémi Művész Céh kiállítása
- 2023. Ajka, Nagy László VMK. "Ajka Tárlat"
- 2023. Balatonfüred, Kisfaludy galéria, a Veszprémi Művész Céh "Éltető Nap" çímü kiállítása
- 2024. Szeged, REÖK palota, XX. Táblaképfestészeti Biennálé
- 2024. Budapest, Bartók 1 Galéria, Veszprémi Művész Céh kiállítása
- 2024. Budapest, Pestszentimrei Közösségi Ház, 'Ars Sacra" Országos Tárlat